# 野戦軍 (イギリス軍)
野戦軍（やせんぐん、英語: Field Army）は、イギリス陸軍の部隊のひとつ。陸軍司令部隷下にあり、ウィルトシャーのトレンチャード宿営地に司令部を置く。平時および有事に備えた部隊編成と準備を担当する。

## 概要
2003年のイギリス陸軍の再編によって、イギリス地上軍が野戦軍（英語: Field Army）と地域軍（英語: Regional Forces）に分割された。野戦軍司令官指揮下には、2個師団、戦域部隊、統合ヘリコプターコマンドなどが入った。
2010年5月に発表された戦略防衛安全保障見直し（英語: Strategic Defence and Security Review、略称：SDSR）において2010年から2020年にかけて陸軍の再編が実施されることとなり、野戦軍は第1機甲師団隷下の2個旅団と第3機械化師団隷下の3個旅団が多目的旅団（英語: Multi-Role Brigades、略称：MRB）に改編され、北アイルランドに配備されていた第19軽旅団が解隊されることとなった。
2011年11月1日の指揮系統再編で、新設された陸軍司令部から陸軍参謀総長の直接指揮となり、陸軍総司令官のポストが廃止され、陸軍司令官のポストが新設された。2015年11月23日、再度の陸軍指揮系統の見直しで陸軍司令官のポストが野戦軍司令官に改称され、隷下に4名の参謀次長補（委託担当、支援担当、軍事行動担当、訓練担当）が配置された。

## 編制
「フューチャーソルジャー」に基づく再編後の野戦軍の編制は以下のとおりとなる。
- 野戦軍部隊（英語版）（ハンプシャー・アンドーヴァー：マールボロ宿営地（英語版））
  - サイバー・電磁波活動影響群（英語版）（ハンプシャー・アンドーヴァー：マールボロ宿営地）
  - 情報監視偵察群（英語版）（ウィルトシャー・アップエイヴォン（英語版）：トレンチャード宿営地（英語版））
  - 第16空中強襲旅団戦闘団（エセックス・コルチェスター：コルチェスター駐屯地（英語版））
  - 第2医療群（英語版）（ノース・ヨークシャー・ストレンソール（英語版）：クイーン・エリザベス兵営（英語版））
- 第1師団（ノース・ヨークシャー・ヨーク：インパール兵営（英語版））
  - 第4軽旅団戦闘団（英語版）（ノース・ヨークシャー・リッチモンド（英語版）：キャタリック駐屯地（英語版））
  - 第7軽機械化旅団戦闘団（英語版）（ラトランド・コッツモア（英語版）：ケンドリュー兵営（英語版））
  - 第11治安部隊支援旅団（英語版）（ハンプシャー・オールダーショット：オールダーショット駐屯地（英語版））
  - 第19旅団（英語版）（ノース・ヨークシャー・ヨーク：インパール兵営）
- 第3師団（ウィルトシャー・ブルフォード（英語版）：ブルフォード・キャンプ（英語版））
  - 第1深部偵察打撃旅団戦闘団（英語版）（ウィルトシャー・ティッドワース（英語版）：ティッドワース・キャンプ（英語版））
  - 第12装甲旅団戦闘団（英語版）（ウィルトシャー・ブルフォード：ブルフォード・キャンプ）
  - 第20装甲旅団戦闘団（英語版）（ウィルトシャー・ブルフォード：ブルフォード・キャンプ）
  - 第7防空群（英語版）（ウェスト・サセックス・ソーニー島（英語版）：ベイカー兵営（英語版））
  - 第25工兵群（英語版）（ウィルトシャー・ブルフォード：ブルフォード・キャンプ）
  - 第101作戦維持旅団（英語版）（ハンプシャー・オールダーショット：オールダーショット駐屯地）
  - 第1王立憲兵群（英語版）（ハンプシャー・アンドーヴァー：マールボロ宿営地）
- 第6師団（ウィルトシャー・アップエイヴォン：トレンチャード宿営地）
  - 第77旅団（英語版）（バークシャー・ハーミテージ（英語版）：デニソン兵営（英語版））
  - 陸軍特殊作戦旅団（英語版）（ハンプシャー・オールダーショット：オールダーショット駐屯地）

## 歴代司令官
| 代                                                       | 写真                                                     | 氏名                                                     | 階級                                                     | 在任期間                                                 | 出典                                                     |
| イギリス野戦軍司令官 Commander United Kingdom Field Army | イギリス野戦軍司令官 Commander United Kingdom Field Army | イギリス野戦軍司令官 Commander United Kingdom Field Army | イギリス野戦軍司令官 Commander United Kingdom Field Army | イギリス野戦軍司令官 Commander United Kingdom Field Army | イギリス野戦軍司令官 Commander United Kingdom Field Army |
| -------------------------------------------------------- | -------------------------------------------------------- | -------------------------------------------------------- | -------------------------------------------------------- | -------------------------------------------------------- | -------------------------------------------------------- |
| 1                                                        |                                                          | レドモンド・ワット Redmond Watt                          | 中将                                                     | 2003年9月 - 2005年3月                                    | [ 12 ]                                                   |
| 2                                                        |                                                          | ロビン・ブリムス Robin Brims                             | 中将                                                     | 2005年3月 - 2007年10月                                   | [ 13 ]                                                   |
| 3                                                        |                                                          | グレアム・ラム Graeme Lamb                               | 中将                                                     | 2007年10月 - 2009年7月                                   | [ 14 ]                                                   |
| 4                                                        |                                                          | バーニー・ホワイト・スポンナー Barney White-Spunner      | 中将                                                     | 2009年7月 - 2011年10月                                   | [ 15 ]                                                   |
| 5                                                        |                                                          | ニック・カーター Nick Carter                             | 中将                                                     | 2011年10月 - 2012年1月                                   | [ 16 ]                                                   |
| 野戦軍司令官 Commander Field Army                        |                                                          |                                                          |                                                          |                                                          |                                                          |
| 1                                                        |                                                          | ジェームズ・エヴェラード James Everard                   | 中将                                                     | 2015年11月 - 2016年12月                                  | [ 17 ]                                                   |
| 2                                                        |                                                          | パトリック・サンダース Patrick Sanders                   | 中将                                                     | 2016年12月 - 2019年3月                                   | [ 18 ]                                                   |
| 3                                                        |                                                          | アイヴァン・ジョーンズ Ivan Jones                        | 中将                                                     | 2019年3月 - 2021年4月                                    | [ 19 ]                                                   |
| 4                                                        |                                                          | ラルフ・ウッドディス Ralph Wooddisse                     | 中将                                                     | 2021年4月 -                                              | [ 20 ]                                                   |